# Bracon tutus
Bracon tutus är en stekelart som beskrevs av Berta och Colomo 2000. Bracon tutus ingår i släktet Bracon och familjen bracksteklar. Inga underarter finns listade.